# Lista de pinturas de Élisabeth-Louise Vigée-Le Brun
A Lista de pinturas de Élisabeth-Louise Vigée-Le Brun reúne obras de Élisabeth-Louise Vigée-Le Brun. Produziu principalmente retratos. Uma notória exceção é La Paix Ramenant l'Abondance de 1780, que lhe rendeu o reconhecimento da Académie Royale de Peinture et de Sculpture. Suas principais inspirações são mestres clássicos, como Peter Paul Rubens e Rafael. É notado que, tendo realizado em torno de 50 autorretratos, era ela mesma um de seus objetos preferidos de criação artística.
| Imagem | Título | Data                 | Material               | Coleção                                                                             | Descrição |
| ------ | --- | -------------------- | ---------------------- | ----------------------------------------------------------------------------------- | --------- |
|        | Autorretrato | 1771                 | pastel                 |                                                                                     |           |
|        | self-portrait | 1808                 | tinta a óleo tela      | No/unknown value                                                                    |           |
|        | portrait de Marie Antoinette                                                                                            |                      | tela                   |                                                                                     |           |
|        | Portrait de Marie-Antoinette en buste et son cadre                                                                      | 1785                 | tela                   |                                                                                     |           |
|        | The Duchesse de Berry in a Blue Velvet Dress                                                                            | 1824                 | tinta a óleo tela      | No/unknown value                                                                    |           |
|        | Portrait of Muhammad Dervish Khan                                                                                       | 1788                 | tinta a óleo           | No/unknown value                                                                    |           |
|        | Portrait of Mrs. Spencer Perceval, née Jane Wilson                                                                      | 1804                 | papel pastel           | No/unknown value                                                                    |           |
|        | Portrait of Madame de Moreton, Comtesse de Chabrillan, misidentified with Izabela Czartoryska                           | 1782                 | tinta a óleo tela      | No/unknown value                                                                    |           |
|        | Portrait of Prince Adam Casimir Czartoryski (1734-1823)                                                                 | 1793                 | tinta a óleo tela      | No/unknown value                                                                    |           |
|        | Portrait of Joseph Hyacinthe François de Paule de Rigaud, Comte de Vaudreuil, 1784                                      | 1784                 | tinta a óleo tela      | No/unknown value                                                                    |           |
|        | Portrait of Nicolas Beaujon (1718-1786)                                                                                 | 1784                 | tinta a óleo           | No/unknown value                                                                    |           |
|        | Portrait of a girl, possibly Sophie de Bourbon ('Mademoiselle d'Arthois') (1776-1783)                                   | 1777                 | tinta a óleo tela      | No/unknown value                                                                    |           |
|        | Portrait of Le comte Siemontkowsky Bystry                                                                               | 1793                 | tinta a óleo tela      | No/unknown value                                                                    |           |
|        | Portrait of La comtesse Siemontkowsky Bystry                                                                            | 1793                 | tinta a óleo           | No/unknown value                                                                    |           |
|        | Portrait of a Young Woman as Atalanta, said to be the Artist's Daughter                                                 | 1799                 | tinta a óleo           | No/unknown value                                                                    |           |
|        | Portrait of Mme Elisabeth of France                                                                                     | 1782                 | tinta a óleo           | No/unknown value                                                                    |           |
|        | Portrait of Madame du Barry (1743-1793), three-quarter-length, seated in a landscape                                    | 1 de janeiro de 1807 | tinta a óleo tela      | No/unknown value                                                                    |           |
|        | Portrait of Madame Vestris                                                                                              |                      |                        |                                                                                     |           |
|        | Portrait of Jean Charles Sapey (1775-1857)                                                                              | 1819                 | tinta a óleo           | No/unknown value                                                                    |           |
|        | Portrait of a young musician                                                                                            | 1777                 | tinta a óleo tela      | No/unknown value                                                                    |           |
|        | Lady Hamilton as Ariadne                                                                                                | 1790                 | tinta a óleo           | No/unknown value                                                                    |           |
|        | Ritratto di Maria Antonietta a mezzo busto                                                                              | 1786                 | tinta a óleo tela      |                                                                                     |           |
|        | Study of a nude, her right arm raised                                                                                   |                      |                        |                                                                                     |           |
|        | Countess Anna Potocka                                                                                                   | 1791                 | tinta a óleo tela      | No/unknown value                                                                    |           |
|        | Juno Borrowing the Belt of Venus                                                                                        | 1781                 | tinta a óleo tela      | No/unknown value                                                                    |           |
|        | Self-portrait with palette                                                                                              | 1782                 | tinta a óleo tela      |                                                                                     |           |
|        | Portrait of Madame Aignan de Sanlot                                                                                     | 1776                 | pastel papel           |                                                                                     |           |
|        | Portrait of La maréchale-comtesse de Mailly, née Blanche Charlotte Marie Félicité de Narbonne Pelet                     | 1783                 | tinta a óleo tela      | No/unknown value                                                                    |           |
|        | Presumed portrait of Jeanne de Valois-Saint-Rémy                                                                        | 1780                 | tinta a óleo tela      |                                                                                     |           |
|        | The Comtesse de Clermont-Tonnerre as a Sultana                                                                          | 1785                 | tinta a óleo painel    | No/unknown value                                                                    |           |
|        | Portrait de Charlotte Eustache Sophie de Fuligny Damas, marquise de Grollier                                            | 1788                 | tinta a óleo painel    | No/unknown value                                                                    |           |
|        | Portrait de Julie Lebrun                                                                                                | 1787                 | tinta a óleo painel    |                                                                                     |           |
|        | Charles Chetwynd, 2nd Earl Talbot (1777–1849)                                                                           | 1798                 | tinta a óleo tela      |                                                                                     |           |
|        | Self Portrait |                      | tinta a óleo tela      |                                                                                     |           |
|        | Selbstporträt at age sixteen                                                                                            | 1771                 | pastel                 |                                                                                     |           |
|        | Marquis de Choiseul | século XVIII         | tinta a óleo tela      |                                                                                     |           |
|        | Porträt der Mademoiselle Rosalie Duthé                                                                                  | 1776                 |                        |                                                                                     |           |
|        | Porträt der Françoise-Augustine Duval d'Eprémesnil (1749-1794), Ehefrau von Jean-Jacques Duval d'Eprémesnil (1745-1794) | 1778                 | tinta a óleo tela      | No/unknown value                                                                    |           |
|        | Portrait of Countess Urszula Potocka, née Zamoyska (c. 1750-1808/16)                                                    | 1776                 | tinta a óleo tela      |                                                                                     |           |
|        | Madame Dugazon in the Role of "Nina"                                                                                    | 1787                 | tinta a óleo tela      | No/unknown value                                                                    |           |
|        | Julie Le Brun as a Bather                                                                                               | 1792                 | tinta a óleo tela      | No/unknown value                                                                    |           |
|        | Life Study of Lady Hamilton as the Cumaean Sybil                                                                        | 1792                 | tinta a óleo tela      | No/unknown value                                                                    |           |
|        | Q122838989 | 1793                 |                        |                                                                                     |           |
|        | The Princess von und zu Liechtenstein                                                                                   | 1793                 | tinta a óleo tela      | No/unknown value                                                                    |           |
|        | Adam Kazimierz Czartoryski in a Blue Mantle                                                                             | 1793                 | tinta a óleo tela      | No/unknown value                                                                    |           |
|        | Duchesse de Guiche | 1794                 | tinta a óleo tela      | No/unknown value                                                                    |           |
|        | Countess Ecaterina Vladimirovna Apraxine, nee Princess Galitzine (1768-1854)                                            | 1796                 | tinta a óleo tela      |                                                                                     |           |
|        | The Head of a Maenad - Portrait of Pelagia Franciszkowa Sapieżyna née Potocka.                                          | 1794                 | tinta a óleo tela      |                                                                                     |           |
|        | Portrait of Princess Juliane of Saxe-Coburg-Saalfeld (1795-1796)                                                        | década de 1790       | tinta a óleo tela      |                                                                                     |           |
|        | Luise von Mecklenburg-Strelitz, Queen of Prussia                                                                        | 1802                 | tinta a óleo tela      |                                                                                     |           |
|        | Duchesse de Guiche | 1784                 | pastel papel tela      | No/unknown value                                                                    |           |
|        | Maria Grigorievna Viazemskaïa, Princess Golitsyna (1772-1865), seated three-quarter-length                              |                      | tinta a óleo tela      |                                                                                     |           |
|        | Portrait of the artist, bust-length                                                                                     | 1794                 | tinta a óleo tela      |                                                                                     |           |
|        | Portrait of a junior officer of the French Royal infantry, bust-length                                                  |                      | tinta a óleo tela      |                                                                                     |           |
|        | Porträt der Anna Ivanovna Tolstoy (Baryatinskaya)                                                                       | 1796                 | tinta a óleo tela      | No/unknown value                                                                    |           |
|        | Antoinette, Lady of Saint-Huberty                                                                                       | 1780                 | pastel                 | No/unknown value                                                                    |           |
|        | Portrait of Monsieur Jean-Baptiste Coulon, seigneur de la Grange-aux-Bois (1731-1808)                                   | 1774                 | pastel papel tela      | No/unknown value                                                                    |           |
|        | Lady Hamilton as a Sibyl                                                                                                | década de 1790       | tinta a óleo tela      |                                                                                     |           |
|        | Portrait de la comtesse de Béon                                                                                         | 1787                 | tinta a óleo tela      |                                                                                     |           |
|        | Madame Etienne Vigée | 1785                 | tinta a óleo tela      | No/unknown value                                                                    |           |
|        | Allegory of Poetry | 1774                 | tinta a óleo tela      |                                                                                     |           |
|        | Portrait of Aglaé Angélique Gabrielle de Gramont (1787-1842), wife of General Aleksandr Davydov                         | 1824                 | tinta a óleo tela      | No/unknown value                                                                    |           |
|        | Portrait of Elisabeth Isabella Mniszech                                                                                 | 1797                 | tinta a óleo tela      | Academy of Fine Arts and Design, Ljubljana                                          |           |
|        | A Young Woman |                      | tinta a óleo tela      | Ackland Art Museum                                                                  |           |
|        | Elizaveta Alexeevna in red dress                                                                                        |                      | tinta a óleo tela      | Arkhangelskoye Estate Museum                                                        |           |
|        | Portrait de la comtesse Maria Vasilyevna Kotchoubei                                                                     |                      | tinta a óleo tela      | Arkhangelskoye Estate Museum                                                        |           |
|        | Portrait of Princess Anna Alexandrovna Galitzin                                                                         | 1797                 | tinta a óleo tela      | Baltimore Museum of Art                                                             |           |
|        | Portrait of Countess Golovina                                                                                           | 1797                 | tinta a óleo tela      | Barber Institute of Fine Arts                                                       |           |
|        | Portrait de Joseph Hyacinthe François-de-Paule de Rigaud, comte de Vaudreuil                                            | 1784                 | tinta a óleo tela      | Biblioteca Huntington                                                               |           |
|        | Portrait of Izabela Lubomirska née Czartoryska                                                                          | 1793                 | tinta a óleo           | Borys Voznytskyi Lviv National Art Gallery                                          |           |
|        | Mr Delille BOYER 675 |                      |                        | Boyer collection                                                                    |           |
|        | Portrait of Pélagie Sapieżyna née Potocka                                                                               | 1794                 | tinta a óleo tela      | Castelo Real de Varsóvia                                                            |           |
|        | Portrait of Princess Tyufyakina                                                                                         | 1802                 | tinta a óleo tela      | Chimei Museum                                                                       |           |
|        | Porträt der Adélaïde-Edmée Prévost, Mme de La Briche (1755-1844)                                                        | década de 1780       | pastel                 | Château de Barante                                                                  |           |
|        | Pelagia Sapieha née Potocka                                                                                             | 1798                 | tinta a óleo tela      | Château de Montrésor                                                                |           |
|        | Portrait of a Young Woman Playing a Lyre                                                                                | década de 1780       | tinta a óleo tela      | Cincinnati Art Museum                                                               |           |
|        | Sophie de Tott as Bacchante                                                                                             | 1785                 | tinta a óleo tela      | Clark Art Institute                                                                 |           |
|        | Madame Perregaux | 1789                 | tinta a óleo oak panel | Coleção Wallace                                                                     |           |
|        | The comte d'Espagnac | 1786                 | tinta a óleo tela      | Coleção Wallace                                                                     |           |
|        | Bildnis der Madame Baudin                                                                                               | 1835                 | tinta a óleo tela      | Coleções de Pinturas do Estado da Baviera                                           |           |
|        | Robert-Jacques Benet de Montcarville                                                                                    | 1774                 | tinta a óleo tela      | Collection Georges de Lastic                                                        |           |
|        | Porträt der Charlotte Ritt                                                                                              | 1797                 | tinta a óleo tela      | Collection Rau for UNICEF                                                           |           |
|        | Portrait of Natalia Zakharovna Kolycheva, née Hitrovo                                                                   | 1799                 | tinta a óleo tela      | Dallas Museum of Art                                                                |           |
|        | Portrait of Michel | 1802                 | tinta a óleo tela      | Dallas Museum of Art                                                                |           |
|        | Moritz von Fries | 1796                 | pastel tela            | Departamento de Artes Gráficas do Museu do Louvre                                   |           |
|        | Portrait of Louis-Philippe d'Orléans                                                                                    | 1779                 | pastel                 | Departamento de Artes Gráficas do Museu do Louvre                                   |           |
|        | Madame Molé-Reymond with Muff                                                                                           | 1786                 | tinta a óleo madeira   | Departamento de Pinturas do Louvre                                                  |           |
|        | Auto-retrato | 1786                 | tinta a óleo madeira   | Departamento de Pinturas do Louvre                                                  |           |
|        | Countess Ekaterina Vassilievna Skavronskaia                                                                             | 1796                 | tinta a óleo tela      | Departamento de Pinturas do Louvre                                                  |           |
|        | Madame Rousseau and her Daughter                                                                                        | 1789                 | tinta a óleo madeira   | Departamento de Pinturas do Louvre                                                  |           |
|        | Peace bringing back Prosperity                                                                                          | 1780                 | tinta a óleo tela      | Departamento de Pinturas do Louvre Academia Real de Pintura e Escultura             |           |
|        | Autorretrato com Julie (1789)                                                                                           | 1789                 | tinta a óleo painel    | Departamento de Pinturas do Louvre                                                  |           |
|        | Joseph Vernet | 1778                 | tinta a óleo tela      | Departamento de Pinturas do Louvre                                                  |           |
|        | Hubert Robert | 1788                 | tinta a óleo madeira   | Departamento de Pinturas do Louvre                                                  |           |
|        | Portrait de Madame Lesould                                                                                              | 1780                 | tinta a óleo tela      | Departamento de Pinturas do Louvre Musée des Beaux-Arts d'Orléans                   |           |
|        | Portrait of Giovanni Paisiello                                                                                          | 1791 1790            | tinta a óleo tela      | Departamento de Pinturas do Louvre Museu de História da França Palácio de Versalhes |           |
|        | Portrait of Mrs. Chinnery                                                                                               | 1803                 | tinta a óleo tela      | Eskenazi Museum of Art Charles Sedelmeyer collection                                |           |
|        | Portrait of Hyacinthe Gabrielle Roland by Élisabeth Vigée-Lebrun                                                        | 1791                 | tinta a óleo tela      | Fine Arts Museums of San Francisco                                                  |           |
|        | Portrait of Countess Kagenek as Flora                                                                                   | 1792                 | tinta a óleo tela      | Fundação Bemberg                                                                    |           |
|        | Portrait of Anne Catherine Le Preudhomme de Châtenoy, Comtesse de Verdun                                                | década de 1780       | tinta a óleo tela      | Galeria Nacional Finlandesa                                                         |           |
|        | The portrait of princess Ekaterina Nikolaevna Menshikova                                                                | 1795                 | tela tinta a óleo      | Galeria Nacional da Armênia                                                         |           |
|        | A Marquesa de Pezay e a Marquesa de Rougé com os seus dois filhos                                                       | 1787                 | tinta a óleo tela      | Galeria Nacional de Arte                                                            |           |
|        | Madame d'Aguesseau de Fresnes                                                                                           | 1789                 | tinta a óleo painel    | Galeria Nacional de Arte Coleção Samuel H. Kress                                    |           |
|        | Madame du Barry | 1782                 | tinta a óleo tela      | Galeria Nacional de Arte                                                            |           |
|        | Portrait de Julie Lebrun portant une couronne de roses                                                                  | 1792                 | tinta a óleo tela      | Galeria Nacional de Parma                                                           |           |
|        | Countess Anna Ivanova Tolstaya                                                                                          | 1796                 | tinta a óleo tela      | Galeria Nacional do Canadá                                                          |           |
|        | Portrait of Prince Iwan Bariatinski (1772-1825)                                                                         | 1800                 | tinta a óleo tela      | Galeria Tretyakov                                                                   |           |
|        | Portrait of Marguerite Porporati                                                                                        | 1792                 | tinta a óleo           | Galleria Sabauda                                                                    |           |
|        | Autorretrato pintando Maria Antonieta                                                                                   | 1790                 | tinta a óleo tela      | Galleria degli Uffizi                                                               |           |
|        | Heinrich Lubomirski as the Genius of Fame                                                                               | década de 1780       |                        | Gemäldegalerie                                                                      |           |
|        | Marie Antoinette in a Muslin dress                                                                                      | 1783                 | tinta a óleo tela      | Hessian House Foundation Schloß Wolfsgarten                                         |           |
|        | The Prince of Nassau | 1776                 | tinta a óleo tela      | Indianapolis Museum of Art                                                          |           |
|        | Portrait of Countess Maria Theresia Bucquoi, ne Parr (1746-1818)                                                        | 1793                 | tinta a óleo tela      | Instituto de Artes de Minneapolis                                                   |           |
|        | Portrait de Sophia Fries en Sappho                                                                                      | 1793                 | tinta a óleo tela      | Jaroměřice Castle                                                                   |           |
|        | Portrait of Elizabeth Alexeievna                                                                                        |                      | tinta a óleo tela      | Kovalenko Krasnodar Regional Art Museum                                             |           |
|        | Portrait d'Elisabeth Félicité Molé-Raymond                                                                              | 1786                 | tinta a óleo tela      | Kunsthalle Bremen                                                                   |           |
|        | Lady Hamilton (1761–1815), as a Bacchante                                                                               | década de 1790       | tinta a óleo           | Lady Lever Art Gallery                                                              |           |
|        | Young Woman |                      | tinta a óleo tela      | Leeds Museums & Galleries                                                           |           |
|        | Portrait of Princess Hermenegilde von Esterházy (1769–1845), née Liechtenstein, as Ariadne on Naxos                     | 1793                 | tinta a óleo tela      | Liechtenstein Collection Museu de Liechtenstein                                     |           |
|        | Princess Karoline von Liechtenstein (1768–1831), née Countess von Manderscheidt-Blankenheim as Iris                     | 1793                 | tinta a óleo tela      | Liechtenstein Collection Museu de Liechtenstein                                     |           |
|        | Portrait of a Woman as a Bacchante                                                                                      | década de 1790       | tinta a óleo tela      | Memorial Art Gallery                                                                |           |
|        | Madame Grand (Noël Catherine Verlée, 1761–1835)                                                                         | 1783                 | tinta a óleo tela      | Metropolitan Museum of Art                                                          |           |
|        | Alexandre Charles Emmanuel de Crussol-Florensac (1743–1815)                                                             | 1787                 | tinta a óleo painel    | Metropolitan Museum of Art                                                          |           |
|        | Comtesse de la Châtre (Marie Charlotte Louise Perrette Aglaé Bontemps, 1762–1848)                                       | 1789                 | tinta a óleo tela      | Metropolitan Museum of Art                                                          |           |
|        | Julie Le Brun (1780–1819) Looking in a Mirror                                                                           | 1785                 | tinta a óleo tela      | Metropolitan Museum of Art                                                          |           |
|        | Marie Antoinette in a Park                                                                                              | século XVIII         |                        | Metropolitan Museum of Art                                                          |           |
|        | Porträt der Luise von Preußen (1770-1836), Ehefrau von Anton Radziwiłł (1775-1833)                                      | 1802                 | tinta a óleo tela      | Metropolitan Museum of Art                                                          |           |
|        | self-portrait of the artist with pallet                                                                                 |                      | tinta a óleo tela      | Munich Central Collecting Point                                                     |           |
|        | Comtesse Potocka seated at a table to right                                                                             |                      | tinta a óleo tela      | Munich Central Collecting Point                                                     |           |
|        | Grande-duchesse Élisabeth Alexeïevna                                                                                    | 1795                 |                        | Museu Fabre                                                                         |           |
|        | Portrait of Prince Alexander Kurakin                                                                                    | 1797                 | tinta a óleo tela      | Museu Hermitage                                                                     |           |
|        | Portrait of Emperor Pavel I's Daughters                                                                                 | 1796                 | tinta a óleo tela      | Museu Hermitage                                                                     |           |
|        | Portrait of Baron Grigory Strogsnov                                                                                     | 1793                 | tinta a óleo tela      | Museu Hermitage                                                                     |           |
|        | Portrait of Count Grigory Chernyshev with a Mask in His Hand                                                            | 1793                 | tinta a óleo tela      | Museu Hermitage                                                                     |           |
|        | Portrait of Grand Duchess Yelizaveta Alexeyevna                                                                         | 1795                 | tinta a óleo tela      | Museu Hermitage                                                                     |           |
|        | Portrait of Empress Yelizaveta Alekseyevna                                                                              | 1798                 | tinta a óleo tela      | Museu Hermitage                                                                     |           |
|        | Portrait of Anna Pitt as Hebe                                                                                           | 1792                 | tinta a óleo tela      | Museu Hermitage                                                                     |           |
|        | Portrait of Count Pavel Stroganov                                                                                       | década de 1790       | tinta a óleo tela      | Museu Hermitage                                                                     |           |
|        | Portrait of Countess Anna Stroganova with Her Son                                                                       | 1795                 | tinta a óleo tela      | Museu Hermitage                                                                     |           |
|        | Self-portrait | 1800                 | tinta a óleo tela      | Museu Hermitage                                                                     |           |
|        | Genius of Alexander I                                                                                                   | 1814                 | tinta a óleo tela      | Museu Hermitage                                                                     |           |
|        | Portrait of Léontine de Rivière                                                                                         | 1831                 | tinta a óleo tela      | Museu Hermitage                                                                     |           |
|        | The Vicomtesse de Vaudreuil                                                                                             | 1785                 | tinta a óleo painel    | Museu J. Paul Getty                                                                 |           |
|        | Portrait of countess Yekaterina Skavronskaya                                                                            | 1790                 | tela tinta a óleo      | Museu Jacquemart-André                                                              |           |
|        | Madame Adélaïde de France                                                                                               | 1791                 | tinta a óleo tela      | Museu Jeanne d'Aboville                                                             |           |
|        | Retrato de Luísa Todi                                                                                                   | 1789 1785            | tinta a óleo tela      | Museu Nacional da Música                                                            |           |
|        | Retrato de uma menina                                                                                                   | século XVIII         | tinta a óleo tela      | Museu Nacional de Arte da Catalunha                                                 |           |
|        | Portrait of a Young Lady as Flora                                                                                       | 1811                 | tinta a óleo tela      | Museu Nacional de Belas-Artes da Suécia                                             |           |
|        | Ernestine-Frédérique, Princesse de Croy                                                                                 | 1781                 | tinta a óleo tela      | Museu Nacional de Belas-Artes da Suécia                                             |           |
|        | Jeanne Julie Louise Lebrun, the Artist's Daughter, Two Years Old                                                        | 1782                 |                        | Museu Nacional de Belas-Artes da Suécia                                             |           |
|        | Portrait of Fanny Biron of Courland                                                                                     | 1810                 | tinta a óleo tela      | Museu Nacional de Breslávia                                                         |           |
|        | Self Portrait | 1800                 | tinta a óleo tela      | Museu Nacional de Cardiff                                                           |           |
|        | Portrait of Elżbieta Mniszech (born 1792)                                                                               | século XVIII         | tinta a óleo tela      | Museu Nacional de Cracóvia                                                          |           |
|        | Portrait of Stanislaus Augustus Poniatowski (1732–1798) Dressed as Henry IV                                             | 1 de janeiro de 1823 | tinta a óleo tela      | Museu Nacional de Cracóvia                                                          |           |
|        | Portrait of Princess Belozersky                                                                                         | 1798                 | tinta a óleo tela      | Museu Nacional de Mulheres Artistas                                                 |           |
|        | Portrait of a Young Boy                                                                                                 | 1817                 | tinta a óleo tela      | Museu Nacional de Mulheres Artistas                                                 |           |
|        | Retrato de uma mulher                                                                                                   | 1803                 | tinta a óleo tela      | Museu Nacional de Mulheres Artistas                                                 |           |
|        | Portrait of Aniela Czartoryska nee Radziwiłł.                                                                           | 1802                 | tinta a óleo tela      | Museu Nacional de Varsóvia                                                          |           |
|        | Portrait of Helena Apolonia Potocka née Massalska.                                                                      | 1808                 | tinta a óleo tela      | Museu Nacional de Varsóvia                                                          |           |
|        | Portrait of Helena Radziwiłł née Przeździecka.                                                                          | década de 1800       | tinta a óleo tela      | Museu Nacional de Varsóvia                                                          |           |
|        | Portrét Marie Karolíny z Thunu, Lady Gillfordové                                                                        | década de 1790       | pastel papel           | Museu Nacional de Varsóvia                                                          |           |
|        | Portrait of Elizabeth Alekseevna (1779–1826), wife of Tsar Alexander I                                                  |                      | tinta a óleo tela      | Museu Nacional de Varsóvia                                                          |           |
|        | Portrait of Elizabeth Alexeievna, wife of Alexander I (1779–1826)                                                       |                      | tinta a óleo tela      | Museu Nacional de Varsóvia                                                          |           |
|        | Portrait of Catherine II                                                                                                |                      | tinta a óleo tela      | Museu Nacional de Varsóvia                                                          |           |
|        | Portrait of Tsar Alexander I                                                                                            |                      | tinta a óleo tela      | Museu Nacional de Varsóvia                                                          |           |
|        | Партрэт Пелагеі Сапегі з роду Патоцкіх                                                                                  | 1795                 | tinta a óleo           | Museu Nacional de Varsóvia                                                          |           |
|        | Portrait of princess Alexandra Golitsyna and her son Piotr                                                              | 1794                 | tinta a óleo tela      | Museu Pushkin                                                                       |           |
|        | Porträt der Sophia Vladimirovna Stroganova (Golitsyna)                                                                  | 1795                 | tinta a óleo           | Museu Pushkin                                                                       |           |
|        | Portrait of Prince Iwan Bariatinski (1772-1825)                                                                         | década de 1800       | tinta a óleo tela      | Museu Pushkin                                                                       |           |
|        | Portrait of the Vicomtesse de Vaudreuil                                                                                 | 1785                 | tinta a óleo tela      | Museu de Arte Hood                                                                  |           |
|        | Self-portrait | 1781                 | tinta a óleo tela      | Museu de Arte Kimbell Charles Sedelmeyer collection                                 |           |
|        | Porträt der Angelica Catalani (1780-1849)                                                                               | 1806                 | tinta a óleo tela      | Museu de Arte Kimbell                                                               |           |
|        | Portrait of Marie Gabrielle de Gramont, Duchesse de Caderousse                                                          | 1784                 | tinta a óleo painel    | Museu de Arte Nelson-Atkins                                                         |           |
|        | Stanisław Augustus with masonic emblem on his breast                                                                    | 1797                 | tinta a óleo tela      | Museu de Arte Oriental                                                              |           |
|        | Woman playing the lira                                                                                                  | 1804                 | tinta a óleo           | Museu de Arte Yamazaki Mazak                                                        |           |
|        | Princesse Catherine Feodorovna Dolgorouky                                                                               | 1797                 | tinta a óleo           | Museu de Arte Yamazaki Mazak                                                        |           |
|        | Portrait of Jean-Baptiste Lemoyne the Younger                                                                           | 1774                 | tinta a óleo tela      | Museu de Arte de Cleveland                                                          |           |
|        | Varvara Ivanovna Ladomirsky                                                                                             | 1800                 | tinta a óleo tela      | Museu de Arte de Columbus Metropolitan Museum of Art                                |           |
|        | Portrait of Madame Du Barry                                                                                             | 1781                 | tinta a óleo painel    | Museu de Arte de Filadélfia                                                         |           |
|        | The Countess of Chatenois                                                                                               | 1785                 | tinta a óleo tela      | Museu de Arte de Ponce                                                              |           |
|        | The Artist’s Brother | 1773                 | tinta a óleo tela      | Museu de Arte de Saint Louis                                                        |           |
|        | Portrait of Comtesse de Cérès                                                                                           | 1784                 | tinta a óleo tela      | Museu de Arte de Toledo                                                             |           |
|        | Isabella Teotochi Marini                                                                                                | 1792                 |                        | Museu de Arte de Toledo                                                             |           |
|        | Portrait of Isabella Teotochi Albrizzi                                                                                  | 1792                 |                        | Museu de Arte de Toledo                                                             |           |
|        | Portrait of Madame de Staël as Corinne on Cape Misenum                                                                  | década de 1800       | tinta a óleo tela      | Museu de Arte e História                                                            |           |
|        | La Fête des bergers suisses à Unspunnen le 17 août 1808                                                                 | 1808                 | tinta a óleo tela      | Museu de Belas Artes                                                                |           |
|        | Portrait of Joseph Hyacinthe François de Paule de Rigaud, Comte de Vaudreuil                                            | 1784                 | tinta a óleo tela      | Museu de Belas Artes da Virgínia                                                    |           |
|        | L'Innocence se réfugiant dans les bras de la Justice                                                                    | 1779                 | pastel                 | Museu de Belas Artes de Angers                                                      |           |
|        | Retrato de uma jovem mulher                                                                                             | 1797                 | tinta a óleo tela      | Museu de Belas Artes de Boston                                                      |           |
|        | Portrait d'une jeune femme                                                                                              | 1775                 | tinta a óleo tela      | Museu de Belas Artes de Caen                                                        |           |
|        | Portrait of a Young Woman                                                                                               |                      | tinta a óleo tela      | Museu de Belas Artes de Gante                                                       |           |
|        | Portrait of the Duchess of Orleans                                                                                      | 1789                 | tinta a óleo tela      | Museu de Belas Artes de Marselha                                                    |           |
|        | Giuseppina Grassini Playing Zaire                                                                                       | 1805 década de 1800  | tinta a óleo tela      | Museu de Belas Artes de Ruão                                                        |           |
|        | Portrait de l'artiste                                                                                                   | 1790                 | tinta a óleo tela      | Museu de Belas Artes e Cerâmica                                                     |           |
|        | Portrait of a Child of the Comminges Family                                                                             | 1791                 | tinta a óleo tela      | Museu de Belas-Artes de Houston                                                     |           |
|        | Marie Antoinette in Court Dress                                                                                         | 1778                 | tinta a óleo tela      | Museu de História da Arte em Viena                                                  |           |
|        | Marie Antoinette with a Rose                                                                                            | 1783                 | tinta a óleo tela      | Museu de História da França                                                         |           |
|        | Marie Antoinette and Her Children                                                                                       | 1787                 | tinta a óleo tela      | Museu de História da França                                                         |           |
|        | Yolande-Martine-Gabrielle de Polastron, Duchess de Polignac                                                             | 1782                 | tinta a óleo tela      | Museu de História da França Palácio de Versalhes                                    |           |
|        | Portrait of Stanislaus Augustus Poniatowski by Élisabeth Vigée-Lebrun                                                   | 1797                 | tinta a óleo tela      | Museu de História da França Palácio de Versalhes Departamento de Pinturas do Louvre |           |
|        | André-Ernest-Modeste Grétry, musician                                                                                   | 1785                 | tinta a óleo tela      | Museu de História da França Palácio de Versalhes                                    |           |
|        | Portrait of Madame Royale and Louis Joseph, Dauphin of France                                                           | 1784                 | tinta a óleo tela      | Museu de História da França Palácio de Versalhes                                    |           |
|        | Antoinette-Elisabeth-Marie d'Aguesseau, Countess of Ségur                                                               | 1785                 | tinta a óleo tela      | Museu de História da França Palácio de Versalhes                                    |           |
|        | Elisabeth-Philippe-Marie-Hélène de France, dite Madame Elisabeth                                                        | 1782                 | tinta a óleo tela      | Museu de História da França Palácio de Versalhes                                    |           |
|        | Elisabeth-Philippe-Marie-Hélène of France, known as Madame Elisabeth                                                    |                      | tinta a óleo tela      | Museu de História da França Palácio de Versalhes                                    |           |
|        | Marie Antoinette in Court Dress                                                                                         | 1783                 | tinta a óleo tela      | Museu de História da França Palácio de Versalhes                                    |           |
|        | Portrait of Marie Joséphine of Savoy (1753-1810), Countess of Provence                                                  | década de 1780 1782  | tinta a óleo tela      | Museu de História da França Palácio de Versalhes                                    |           |
|        | Caroline Murat with her daughter Letizia                                                                                | 1807                 | tinta a óleo tela      | Museu de História da França Palácio de Versalhes                                    |           |
|        | Self Portrait |                      | tinta a óleo tela      | Museu do Banco da Inglaterra                                                        |           |
|        | María Cristina Teresa de Borbón                                                                                         | 1790                 | tinta a óleo painel    | Museu do Prado                                                                      |           |
|        | Carolina reina de Nápoles                                                                                               | 1790                 | tinta a óleo painel    | Museu do Prado                                                                      |           |
|        | Portrait of Maria Christina of Naples and Sicily                                                                        | 1790                 | tinta a óleo painel    | Museu do Prado                                                                      |           |
|        | Baronne de Crussol | 1785                 | tinta a óleo painel    | Museu dos Agostinhos                                                                |           |
|        | Saint Genevieve | 1821                 | tela tinta a óleo      | Museu-promenade de Marly-le-Roi                                                     |           |
|        | Portrait of a boy playing with a yo-yo (emigrette)                                                                      | 1789                 | tinta a óleo           | Museum Leblanc-Duvernoy                                                             |           |
|        | Julie as Flora, Roman Goddess Of Flowers                                                                                | 1799                 | tinta a óleo tela      | Museum of Fine Arts                                                                 |           |
|        | Portrait of Princess Vlaminska (singer Cotelini?).                                                                      | década de 1790       | tinta a óleo tela      | Museum of John Paul II Collection                                                   |           |
|        | Portrait of a lady making a bouquet.                                                                                    | década de 1790       | tinta a óleo tela      | Museum of John Paul II Collection                                                   |           |
|        | Portrait of Giuseppina Grassini                                                                                         | 1803                 | tinta a óleo tela      | Calvet Museum                                                                       |           |
|        | Portrait of a Dancer | 1780                 |                        | Musée Cognacq-Jay                                                                   |           |
|        | Portrait présumé de Charlotte-Françoise Bergeret de Norinval                                                            | década de 1780       |                        | Musée Cognacq-Jay                                                                   |           |
|        | Portrait de jeune femme                                                                                                 | século XVIII         |                        | Musée Cognacq-Jay                                                                   |           |
|        | Portrait of Marie-Louise-Adélaïde-Jacquette de Robien                                                                   | 1774                 |                        | Musée Cognacq-Jay                                                                   |           |
|        | Portrait de Geneviève-Sophie de Couteux du Molay                                                                        | 1788                 | tinta a óleo tela      | Musée Nissim de Camondo                                                             |           |
|        | Bacchante | 1785                 | tinta a óleo tela      | Musée Nissim de Camondo                                                             |           |
|        | Portrait de Madame du Cluzel                                                                                            | 1779                 | tinta a óleo tela      | Musée des Beaux-Arts de Chartres                                                    |           |
|        | Portrait de la comtesse Joséphine Mathilde Henriette Caroline de Baussancourt, née Bernard de Sassenay                  | 1830                 | tinta a óleo tela      | Musée des Beaux-Arts de Troyes                                                      |           |
|        | Portrait de Carlo Gastone della Torre di Rezzonico                                                                      | 1791                 | tinta a óleo tela      | National Museum of Archeology, History and Art                                      |           |
|        | Autorretrato com chapéu de palha (Vigée Le Brun)                                                                        | 1782                 | tinta a óleo tela      | National Gallery                                                                    |           |
|        | Mademoiselle Brongniart                                                                                                 | 1788                 |                        | National Gallery                                                                    |           |
|        | Portrait of Anne Charlotte of Lorraine, Mademoiselle de Brionne, as Diana                                               | 1775                 | tinta a óleo tela      | National Gallery of Victoria                                                        |           |
|        | Portrait of Madame d'Aguesseau                                                                                          | 1775                 | tinta a óleo tela      | National Museum of Art of Romania                                                   |           |
|        | Martine-Gabrielle-Yoland de Polastron (1745–1793), duchesse de Polignac                                                 | 1783                 | tinta a óleo tela      | National Trust                                                                      |           |
|        | Princess Elisabeth de Bourbon, Princess of France, 'Madame Elizabeth' (1764-1794)                                       | 1779                 | tinta a óleo tela      | National Trust                                                                      |           |
|        | Frederick Augustus Hervey, 4th Earl of Bristol and Bishop of Derry (1730-1803)                                          | 1790                 | tinta a óleo tela      | National Trust                                                                      |           |
|        | Self-portrait | 1791                 | tinta a óleo tela      | National Trust                                                                      |           |
|        | Arabella Diana Cope, Duchess of Dorset (1769-1825)                                                                      | 1803                 | tinta a óleo tela      | National Trust                                                                      |           |
|        | Portrait of Marie Antoinette, Queen of France                                                                           | 1788                 | tinta a óleo tela      | New Orleans Museum of Art                                                           |           |
|        | Ivan Ivanovich Shuvalov (1727–1797)                                                                                     | 1796                 | tinta a óleo           | North Carolina Museum of Art                                                        |           |
|        | Porträt der Theresa, Gräfin Kinsky                                                                                      | 1793                 | tinta a óleo tela      | Norton Simon Museum                                                                 |           |
|        | Portrait of Louise von Mecklenburg-Streltz (1776-1810), Queen of Prussia, 1801                                          | 1801                 | tinta a óleo           | Palácio de Charlottenburg                                                           |           |
|        | Marie-Antoinette seated, in blue coat and white dress, holding a book in her hand                                       | 1788                 | tinta a óleo tela      | Palácio de Versalhes                                                                |           |
|        | Portrait of Marie-Thérèse-Louise de Savoie-Carignan, Princess of Lamballe                                               | 1782                 | tinta a óleo tela      | Palácio de Versalhes                                                                |           |
|        | Philippe Henri, marquis de Ségur-Ponchat (1724–1801), französischer Marschall und Kriegsminister                        | 1789                 | tinta a óleo tela      | Palácio de Versalhes Museu de História da França                                    |           |
|        | Madame Victoire de France                                                                                               | 1791                 | tinta a óleo tela      | Phoenix Art Museum                                                                  |           |
|        | Julie Lebrun regardant par-dessus son épaule                                                                            |                      | tinta a óleo tela      | Pinacoteca Nacional de Bolonha                                                      |           |
|        | Portrait of Grand Duchess Elizabeth Alexeevna                                                                           |                      | tinta a óleo tela      | Pskov Museum-Reserve                                                                |           |
|        | Marguerite Baudard de Saint James, Marquise de Puysegur                                                                 | 1786                 | tinta a óleo painel    | Raclin Murphy Museum of Art                                                         |           |
|        | Maria Christina of Naples and Sicily                                                                                    | 1790                 | tinta a óleo tela      | Reggia di Capodimonte                                                               |           |
|        | Maria Luisa of Naples and Sicily                                                                                        | 1790                 | tinta a óleo tela      | Reggia di Capodimonte                                                               |           |
|        | Portrait of Maria Theresa of Bourbon                                                                                    | 1790                 | tinta a óleo tela      | Reggia di Capodimonte                                                               |           |
|        | Portrait of Francesco di Borbone                                                                                        | 1790                 | tinta a óleo tela      | Reggia di Capodimonte                                                               |           |
|        | Marie Antoinette with a Rose                                                                                            | 1783                 | tinta a óleo tela      | Resnick art collection                                                              |           |
|        | Yolande Gabrielle Martine (1749-93), duchesse de Polignac                                                               |                      | pastel papel           | Rijksmuseum                                                                         |           |
|        | The Artist at Work (Self Portrait)                                                                                      |                      | tinta a óleo tela      | Royal Agricultural University                                                       |           |
|        | Charles-Alexandre de Calonne (1734-1802)                                                                                | 1784                 | tinta a óleo tela      | Royal Collection                                                                    |           |
|        | Princess Youssoupoff | 1797                 | tinta a óleo tela      | Tokyo Fuji Art Museum                                                               |           |
|        | Portrait of Princess Elisabeth of France, Sister of Louis XVI                                                           | 1782                 | tinta a óleo tela      | Tokyo Fuji Art Museum                                                               |           |
|        | The Countess von Schoenfeld with Her Daughter                                                                           | 1793                 | tinta a óleo tela      | University of Arizona Museum of Art Coleção Samuel H. Kress                         |           |
|        | Portrait de la princesse Natalia Ivanovna Kourakina, née Golovina                                                       | 1797                 | tinta a óleo tela      | Utah Museum of Fine Arts                                                            |           |
|        | Portrait de la princesse Eudocia Ivanovna Galitzine, née Izmailov, en Flore                                             | 1799                 | tinta a óleo tela      | Utah Museum of Fine Arts                                                            |           |
|        | The Duchesse de Polignac wearing a Straw Hat                                                                            | 1782                 | tinta a óleo tela      | Wadsworth Atheneum                                                                  |           |
|        | The Artist at Work (Self Portrait)                                                                                      | 1791                 | tinta a óleo tela      | Watford Museum                                                                      |           |
|        | portrait of Empress Elisabeth Alexeievna of Russia                                                                      | 1795                 | tinta a óleo           | Wolfsgarten                                                                         |           |
|        | Julie Le Brun jouant de la guitare                                                                                      | 1797                 | tinta a óleo tela      | Zoubov Foundation Museum                                                            |           |
|        | Portrait of Alexandrine-Charlotte de Rohan-Chabot, Duchess of La Rochefoucauld                                          | 1789                 | pastel papel tela      | coleção particular                                                                  |           |